# Бор (Новгород-Северский район)
Бор (укр. Бір; до 2025 года — Роща) — село в Новгород-Северском районе Черниговской области Украины. Население — 19 человек. Занимает площадь 0,19 км².
Почтовый индекс: 16022. Телефонный код: +380 4658.

## Власть
Орган местного самоуправления — Ковпинский сельский совет. Почтовый адрес: 16022, Черниговская обл., Новгород-Северский р-н, с. Ковпинка, ул. Ленина, 20.